# 文海
文海是一个位于中国云南省丽江市玉龙纳西族自治县的淡水湖，面积约为1.64平方千米，属于云贵高原区。它的一级流域为长江流域，二级流域为长江干流水系。